# Living for Love
«Living for Love» — пісня американської співачки Мадонни, яка вийшла 20 грудня 2014 року і стала першим синглом її тринадцятого студійного альбому Rebel Heart. Написана і спродюсована Мадонною та  Diplo. Мадонна сказала, що це "передріздвяний подарунок", хоча, планувала  реліз на День святого Валентина, але через витік пісні у мережу її випустили раніше. Пісня записана на лейблі Interscope Records. Займала високі позиції в чартах.